# Lamaceratop
El lamaceratop (Lamaceratops) és un gènere de dinosaure ceratop que va viure al Cretaci superior. Presentava una banya a la part frontal del cap. Les restes fòssils de lamaceratop s'han trobat a Mongòlia.
L'espècie tipus, descrita per Aliafanov l'any 2003, és Lamaceratops tereschenkoi.